# Chronologie de la Grèce
Cette chronologie de l'histoire de la Grèce concerne l'histoire des peuples qui ont vécu ou vivent dans l'actuelle Grèce.

## Préhistoire - Antiquité (débuts)
- 3000-2000 av. J.-C. : une civilisation du début de l'Âge du bronze émerge dans les Cyclades, dans le sud de la mer Égée[1].
- 2089 av. J.-C. : fondation de Sicyone[2].
- 1184 av. J.-C. : chute de Troie[2], début de l'âge des ténèbres : l'écriture en Grèce disparaît[3].
- 490 av. J.-C. : bataille de Marathon[2].
- 323 av. J.-C. : mort d'Alexandre le Grand[2].

## Moyen Âge

### XIVesiècle
- Grèce ottomane

## XIXesiècle

### Guerre d'indépendance grecque (1821-1829)
- Guerre d'indépendance grecque (1821-1829)
- 1er janvier 1822 : la Grèce proclame son indépendance.

### Royaume de Grèce (1832–1924)
- création du royaume de Grèce.